# جان رينوار
جان رينوار (
تنطق بالفرنسية: [ʁənwaʁ]
، المولود في 15 من سبتمبر 1894م - 12 من فبراير 1979م) كان مخرج أفلام وكاتب سيناريو وممثلاً ومنتجًا ومؤلفًا فرنسيًا. وكمخرج وممثل، قام بعمل أكثر من أربعين فيلم من حقبة السينما الصامتة وحتى أواخر ستينيات القرن الماضي. وعادة ما يعتبر النقاد أفلامه الوهم العظيم (Grand Illusion) (1937) وقواعد اللعبة (The Rules of the Game) (1939) من بين أفضل الأفلام على الإطلاق. وكمؤلف، فقد كتب سيرة ذاتية مميزة لوالده، وهو الرسام بيير أوجاست رينوار، بعنوان رينوار، والدي (Renoir, My Father) (1962). وتم تصنيف رينوار من خلال اقتراع أجراه نقاد معهد السينما البريطاني (BFI) تحت عنوان سايت أند ساوند (Sight & Sound) كأفضل رابع مخرج على الإطلاق.

## بداية حياته ومسيرته
وُلد جان في حي مونمارتر في باريس، في فرنسا. وكان الابن الثاني لألين (اسمها قبل الزواج تشاريغوت) رينوار وبيير أوغست رينوار، الرسام الشهير. كان شقيقه الأكبر بيير رينوار، وهو ممثل مسرحي وسينمائي فرنسي، وشقيقه الأصغر كلود رينوار (1901-1969)، عمل كل منهما فترة قصيرة في صناعة السينما، وقضيا معظمها في مساعدة جان في صناعة عدد قليل من أفلامه. كان جان رينوار أيضًا عم كلود رينوار (1913-1993)، ابن بيير، المصور السينمائي الذي عمل معه في صناعة العديد من أفلامه.
تربى رينوار إلى حد كبير على يد غابرييل رينوار، مربيته وابنة عم والدته، الذي أنشأ معها رابطة قوية. كانت تعيش مع أسرة رينوار قبل وقت قصير من ولادته. قدمت الصبي الصغير إلى عروض غينول للدمى في مونمارتر، ما أثّر على مهنته السينمائية اللاحقة. كتب في مذكراته عام 1974 حياتي أفلامي، «لقد علمتني أن أرى الوجه وراء القناع، والغش وراء الازدهار، لقد علمتني أن أكره الكليشيهات». كانت غابرييل مفتونةً بالصور المتحركة الجديدة، بل وأخذت رينوار لمشاهدة فيلمه الأول عندما كان يبلغ من العمر بضع سنوات فقط.
انتقل رينوار إلى جنوب فرنسا مع عائلته عندما كان طفلًا. كان هو وبقية عائلته  موضوع العديد من لوحات والده. كفل النجاح المالي لوالده تلقي الشاب تعليمه في المدارس الداخلية العصرية، التي هرب منها كثيرًا، كما كتب لاحقًا.
عند اندلاع الحرب العالمية الأولى، كان رينوار يخدم في سلاح الفرسان الفرنسي. في وقت لاحق، بعد أن تلقى رصاصة في ساقه، عمل بصفته طيار استطلاع. سببت إصابته في ساقه عرجًا دائمًا، لكن سمح له هذا الأمر اكتشاف السينما، إذ تعافى بفضل رفع ساقه ومشاهدة الأفلام، بما في ذلك أعمال تشارلي شابلن ودي. دبليو. غريفيث وغيرهم. بعد الحرب، اتبع رينوار اقتراح والده وجرب نفسه في صناعة السيراميك، لكنه سرعان ما وضع ذلك جانباً لصناعة الأفلام. تأثر بشكل خاص بأعمال إريك فون ستروهيم.
في عام 1924، أخرج رينوار فيلم «أون في سانس دوا أو كاثرين»، أول أفلامه التسعة الصامتة، معظمها من بطولة كاثرين هيسلينغ، زوجته الأولى. كانت أيضًا عارضة والده الأخيرة. في هذه المرحلة، لم تنتج أفلامه عائدًا. باع رينوار تدريجيًا لوحات موروثة من والده لتمويلها.

## النجاح العالمي في ثلاثينيات القرن العشرين
تمتع رينوار بنجاح كبير خلال ثلاثينيات القرن الماضي بصفته مخرجًا. أخرج أول أفلامه الناطقة في عام 1931، «أون بورج بيبي» (ملين الطفل)، و«لا شيين» (الساقطة). أنتج في العام التالي سلسلة «بودو سيفد فروم دراونينغ»، وهي سلسلة هزلية من ادعاءات بائع كتب من الطبقة المتوسطة وعائلته الهزلية، والنتائج الكارثية التي تحدث في النهاية، عندما يحاولون تقويم متشرد، من بطولة ميشال سيمون. 

## وصلات خارجية
- جان رينوار على موقع IMDb (الإنجليزية)
- جان رينوار على موقع الموسوعة البريطانية (الإنجليزية)
- جان رينوار على موقع مونزينجر (الألمانية)
- جان رينوار على موقع ألو سيني (الفرنسية)
- جان رينوار على موقع ميوزك برينز (الإنجليزية)
- جان رينوار على موقع تيرنر كلاسيك موفيز (الإنجليزية)
- جان رينوار على موقع أول موفي (الإنجليزية)
- جان رينوار على موقع قاعدة بيانات الأفلام السويدية (السويدية)
- جان رينوار على موقع إن إن دي بي (الإنجليزية)
- جان رينوار على موقع ديسكوغز (الإنجليزية)
- Jean Renoir: A Bibliography of Materials in the University of California at Berkeley Library.
- Interview conducted in 1960 with Columbia University's Oral History Research Office.
- Je m’appelle Jean Renoir. Site at the University of Nancy, France. (In French) نسخة محفوظة 18 فبراير 2015 على موقع واي باك مشين.
- Faulkner, Christopher. "An Archive of the (Political) Unconscious" Canadian Journal of Communication [Online], 26 1 Jan 2001 — analysis of Renoir's FBI files.